# Войновка (станция)
Войновка — железнодорожная станция в микрорайоне Войновка города Тюмени. Является одной из крупнейших сортировочных станций Свердловской железной дороги.
Расположена на линиях Тюмень — Войновка и Войновка — Называевская Транссибирской магистрали. Также относится к железнодорожной ветке Войновка — Ульт-Ягун. 

## История
Была названа по одноимённой деревне, ранее располагающейся поблизости.
В 1961 году из трёхпутевого разъезда Войновка была расширена до четырёхпутевой станции. 
В 1965 году строительство у станции нефтеналивной эстакады с резервуарами. К которой впоследствии был подсоединён нефтепровод Шаим — Тюмень.
Войновка получила дальнейшее расширение после начала строительства и ввода железнодорожной ветки Тюмень — Сургут.
В 1981 году была электрифицирована.

## Движение
Осуществляется пригородное пассажирское движение Тюмень — Тобольск и Тюмень — Ишим с остановкой в Войновке. Также осуществляется курсирование пассажирских поездов дальнего следования (без остановки).
На станции происходит замена электровозов на тепловозы для движения на север и обратно по неэлектрифицированной ветке в сторону Тобольска, Сургута, Нового Уренгоя.

## Деятельность. Инфраструктура

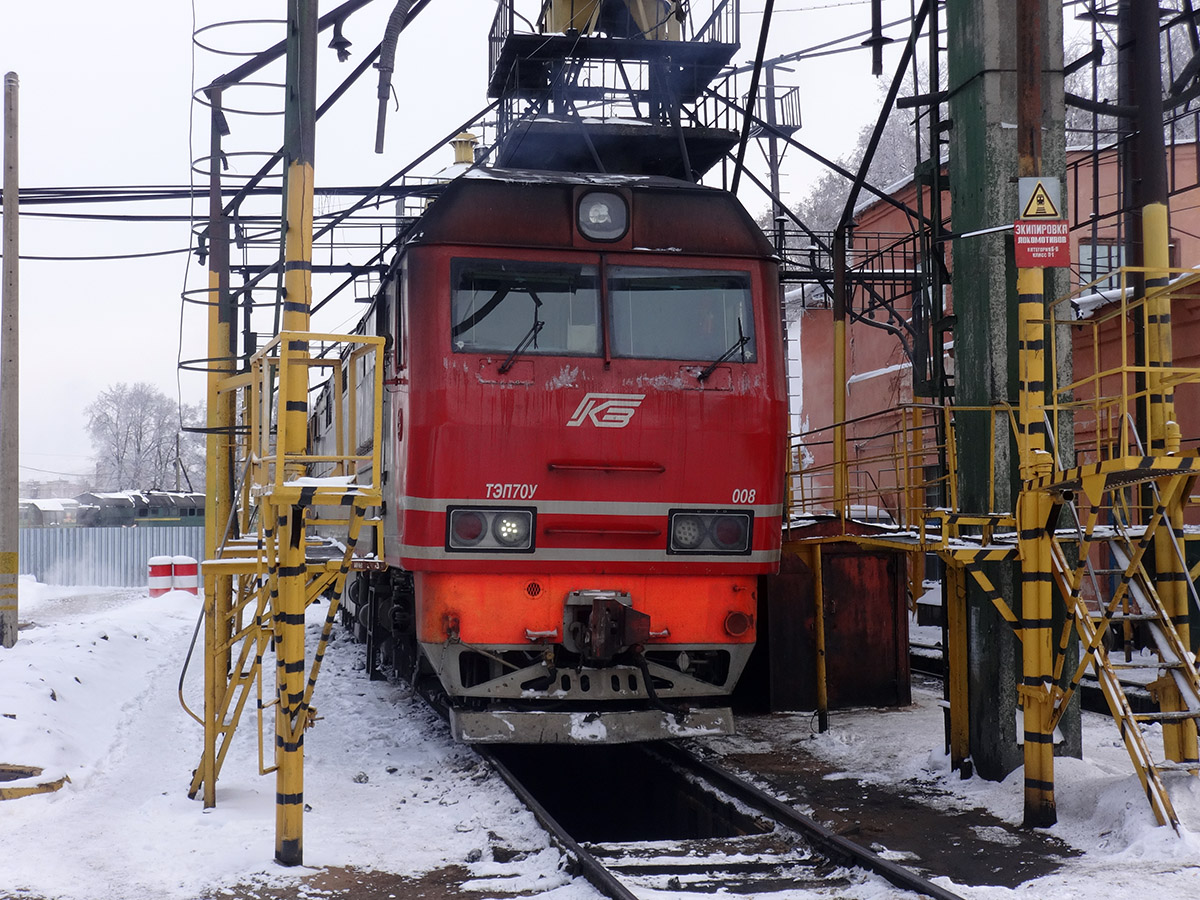
ТЭП70У-008 в депо Войновка

Ведётся продажа билетов на пассажирские поезда. Осуществляется приёмка и выгрузка мелких отправок, также грузов на подъездных путях и подлежащих хранению на открытых площадках. Осуществляется приёмка и выгрузка больших грузовых контейнеров 20, 30, 45 тонн. 
На станции имеются: локомотивное депо «Войновка», база путевой машинной станции № 170, 2 пункта ремонта вагонов, вагоноремонтное депо. Участки погрузки, выгрузки и сортировки больших грузов. Имеется административное здание с помещениями для рабочих специальностей.
На пассажирскую платформу ведёт наземный переход. Также через пути ведёт другой длинный пассажирский переход.
На многочисленных путях станции осуществляется сортировка и временное расположение различных грузов.